# Phucocoetes latitans
Phucocoetes latitans és una espècie de peix de la família dels zoàrcids i de l'ordre dels perciformes.

## Morfologia
- Els mascles poden assolir 10,9 cm de longitud total.[4][5]

## Hàbitat
És un peix marí, de clima temperat i demersal que viu entre m de fondària.

## Distribució geogràfica
Es troba des de Mar del Plata (l'Argentina) fins a la Terra del Foc i les Illes Malvines.

## Observacions
És inofensiu per als humans.